# Argonaut

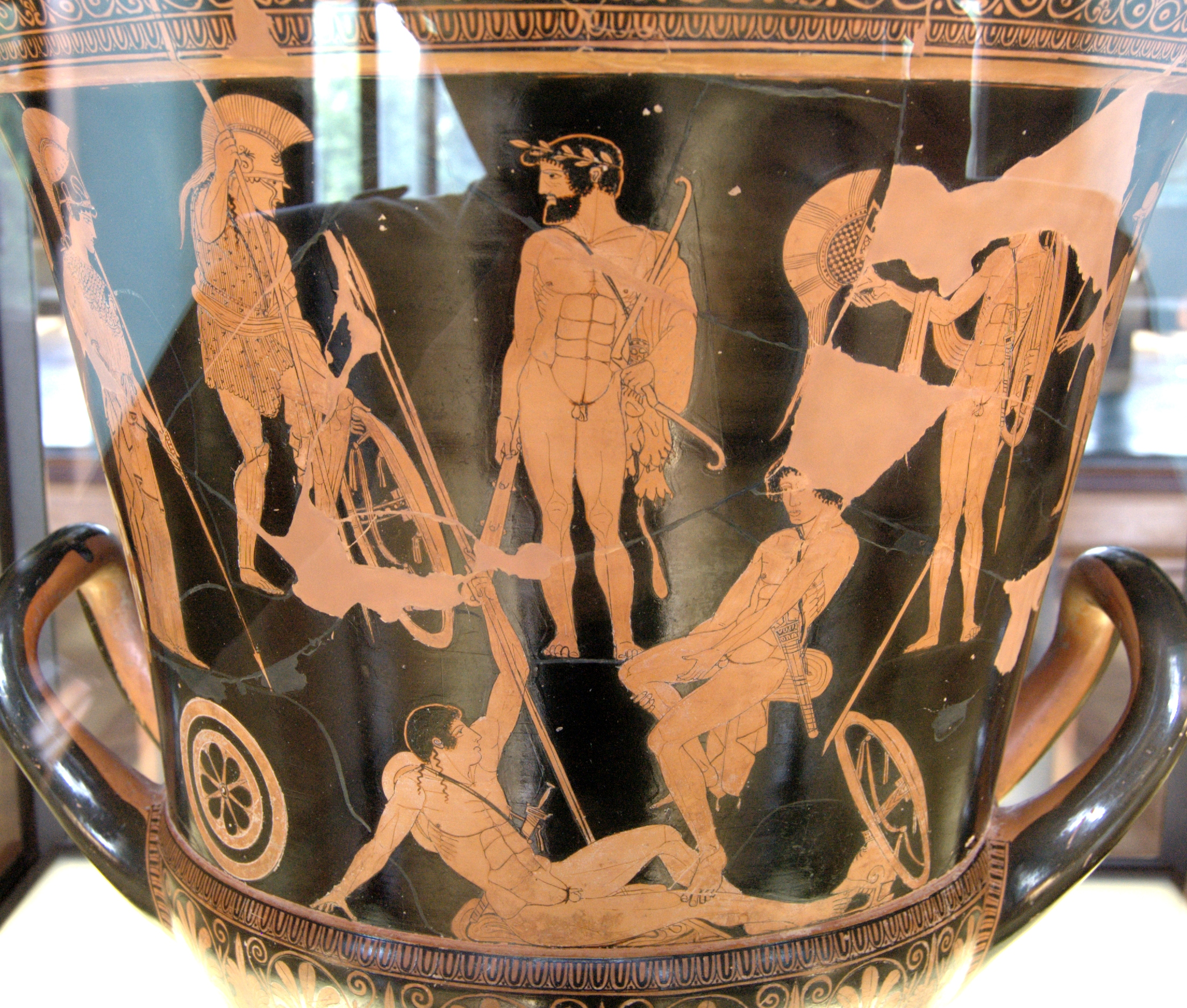
Các Argonaut, 460–450 TCN, Louvre (G 341).

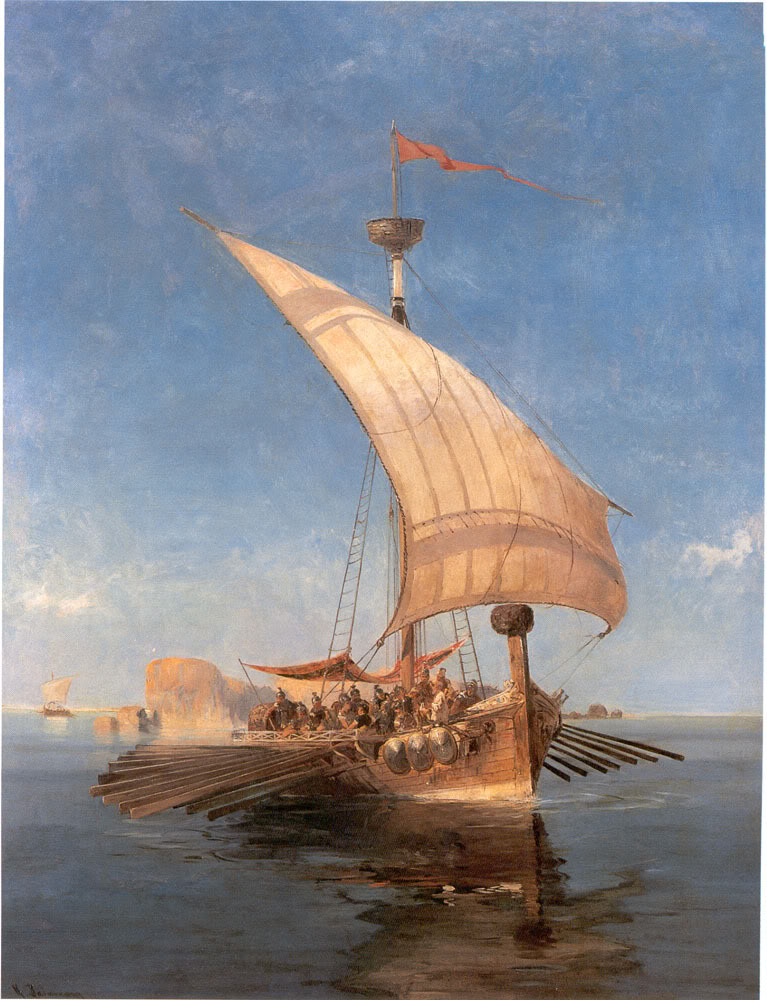
Tàu Argo, tranh vẽ của Konstantinos Volanakis (1837–1907).

Argonaut (tiếng Hy Lạp cổ: Ἀργοναῦται Argonautai) là một nhóm các anh hùng trong thần thoại Hy Lạp. Trong những năm trước khi chiến tranh thành Troia diễn ra, vào thời điểm khoảng 1300 TCN, họ đã cùng Jason tới Colchis để tìm kiếm Lông cừu vàng. Tên của họ bắt nguồn từ tên chiếc tàu, Argo, được đặt tên theo người chế tạo ra nó - Argus. "Argonaut" nghĩa đen là "thủy thủ của tàu Argo". Họ cũng được gọi là Minyans, tên của một bộ lạc thời tiền sử đã từng sống ở vùng này.

## Thần thoại

### Lông cừu vàng
Sau cái chết của Vua Cretheus, Aeilian Pelias chiếm lấy ngai vàng từ người anh em cùng cha khác mẹ là Aeson và trở thành vua Iolcus ở Tétaly (gần thành phố Volos hiện đại). Vì hành động phi pháp này, một nhà tiên tri đã cảnh báo anh ta rằng một hậu duệ của Aeolus sẽ tìm cách trả thù. Pelias giết chết mọi hậu duệ nổi bật của Aeolus mà anh ta có thể, nhưng tha thứ cho Aeson vì những lời cầu xin của mẹ Tyro. Thay vào đó, Pelias giữ tù nhân Aeson và buộc anh ta từ bỏ quyền thừa kế. Aeson kết hôn với Alcimede, người đã sinh cho anh một đứa con trai tên Jason. Pelias có ý định giết đứa bé ngay lập tức, nhưng Alcimede đã triệu tập những người bà con của mình để khóc cho anh ta như thể anh ta vẫn còn sống. Cô giả vờ chôn cất và đưa em bé lên Núi Pelion. Ông được nuôi dưỡng bởi nhân mã Chiron, người huấn luyện các anh hùng.
Khi Jason 20 tuổi, một nhà tiên tri đã ra lệnh cho anh ta ăn mặc như một người Magnesia và đến tòa án Iolcan. Trong khi đi du lịch, Jason bị mất đôi dép khi đi qua sông Anavros lầy lội trong lúc giúp một bà già (Hera cải trang). Nữ thần tức giận với Vua Pelias vì đã giết mẹ kế Sidero sau khi cô tìm nơi ẩn náu trong đền thờ của Hera.
Một nhà tiên tri khác cảnh báo Pelias hãy cảnh giác với một người đàn ông chỉ có một chiếc giày. Pelias đang chủ trì một lễ hiến tế cho Poseidon với một vài vị vua lân cận tham dự. Trong đám đông có một thanh niên cao lớn trong làn da báo chỉ với một đôi dép. Pelias nhận ra Jason là cháu trai của mình. Anh ta không thể giết anh ta vì các vị vua nổi bật của gia đình Aeilian có mặt. Thay vào đó, anh ta hỏi Jason: "Bạn sẽ làm gì nếu một nhà tiên tri tuyên bố rằng một trong những đồng bào của bạn đã định giết bạn?" Jason trả lời rằng anh ta sẽ gửi anh ta đi và lấy Lông cừu vàng, không biết rằng Hera đã bỏ những từ đó vào miệng.
Jason sau đó biết rằng Pelias đang bị hồn ma của Phrixus ám ảnh. Phrixus đã chạy trốn khỏi dàn nhạc cưỡi trên một chiếc ram thần thánh để tránh bị hy sinh và lánh nạn ở Colchis, nơi sau đó anh ta bị từ chối chôn cất thích hợp. Theo một lời sấm truyền, Iolcus sẽ không bao giờ thịnh vượng trừ khi hồn ma của anh ta được đưa trở lại trong một con tàu, cùng với lông cừu của ram vàng. Lông cừu này bây giờ được treo từ một cái cây trong khu rừng của Colchian Ares, được bảo vệ đêm và ngày bởi một con rồng không bao giờ ngủ. Pelias đã thề trước Zeus rằng anh ta sẽ từ bỏ ngai vàng khi Jason trở về trong khi hy vọng rằng nỗ lực đánh cắp Lông cừu vàng của Jason sẽ chết. Tuy nhiên, Hera đã giúp đỡ Jason trong cuộc hành trình đầy nguy hiểm.

## Cuộc hành trình
Jason, cùng với 49 đồng đội khác của mình, đi thuyền từ Iolcus đến Colchis để lấy lông cừu vàng.

### Người phụ nữ ở Lemnos
Argonauts đầu tiên dừng chân tại Lemnos nơi họ biết rằng tất cả những đàn ông bị sát hại. Lý do là như sau, trong nhiều năm, những người phụ nữ đã không tôn trọng và cúng cho Aphrodite vì sự tức giận của cô, cô đã đến thăm họ với một sự khó chịu. Do đó, vợ hoặc chồng của họ đã bắt những người phụ nữ bị giam cầm từ đất nước láng giềng Thrace và lên giường với họ. Bị nhục mạ, tất cả phụ nữ Lemnian, ngoại trừ Hypsipyle, bị xúi giục bởi cùng một nữ thần trong âm mưu giết cha và chồng của họ. Sau đó, họ đã phế truất vua Thoas, người đáng lẽ phải chết cùng với toàn bộ bộ tộc đàn ông, nhưng được cô con gái Hypsipyle bí mật tha mạng. Cô đưa Thoas lên một con tàu mà một cơn bão mang đến đảo Taurica.
Trong khi đó, tàu Argonauts đi theo, người bảo vệ bến cảng Iphinoe đã nhìn thấy họ và tuyên bố họ sẽ đến Hypsipyle, nữ hoàng mới. Polyxo, người ở độ tuổi trung niên, đã đưa ra lời khuyên rằng cô nên đặt chúng dưới nghĩa vụ với các vị thần hiếu khách và mời họ đến một buổi tiếp tân thân thiện. Hypsipyle đã yêu đội trưởng Jason của họ và đắm đuối với anh ta. Cô sinh cho anh ta những đứa con trai, Euneus và Nebrophonus hoặc Deipylus. Các Argonauts khác được phối hợp với những người phụ nữ Lemnian và con cháu của họ được gọi là Minyans, vì một số trong số họ trước đây đã di cư từ Minyan Orchomenus đến Iolcus. (Sau đó, những người Minyan này bị đuổi ra khỏi đảo và đến Lacesaemon). Những người phụ nữ Lemnian đã đặt tên của các Argonauts cho những đứa trẻ mà họ đã nghĩ ra. Bị trì hoãn nhiều ngày ở đó, họ bị Hercules đuổi theo và rời đi.
Nhưng sau đó, khi những người phụ nữ khác biết rằng Hypsipyle đã tha thứ cho cha cô, họ đã cố giết cô. Cô chạy trốn khỏi họ, nhưng những tên cướp biển đã bắt và đưa cô đến Thebes, nơi họ bán cô làm nô lệ cho Vua Lycus. (Hypsipyle xuất hiện trở lại nhiều năm sau đó, khi người Luận hành quân chống lại Thebes đã học được từ khi cô đến một con suối ở Nemea, nơi cô làm y tá cho con trai của vua Lycurgus là Opheltes.) Con trai của bà Euneus, sau này trở thành vua Lemnos. Để thanh tẩy hòn đảo khỏi mặc cảm tội lỗi, anh ta đã ra lệnh rằng tất cả các đám cháy của Lemnian sẽ được dập tắt trong chín ngày và một ngọn lửa mới được đưa lên một con tàu từ bàn thờ của Apollo ở Delos.

### Đảo của Cyzicus
Sau Lemnos, Argonauts dừng chân lần thứ hai tại Núi Bear, một hòn đảo của Propontis có hình dạng như một con gấu. Người dân địa phương, được gọi là Doliones, đều là hậu duệ của Poseidon. Vua của họ Cyzicus, con trai của Eusorus, người vừa kết hôn đã được người Argonauts với lòng hiếu khách hào phóng và quyết định tổ chức một bữa tiệc lớn với họ. Trong sự kiện đó, nhà vua đã cố gắng nói với Jason rằng đừng đi đến phía đông của hòn đảo, nhưng anh ta đã bị Heracles đánh lạc hướng và quên nói với Jason.
Khi họ rời nhà vua và đi thuyền cả ngày, một cơn bão nổi lên trong đêm khiến họ không biết gì về hòn đảo. Cyzicus, nghĩ rằng họ là quân đội Pelasgican (vì họ liên tục bị những kẻ thù này quấy rối) đã tấn công họ trên bờ vào ban đêm trong sự thờ ơ của mọi người. Các Argonauts đã giết nhiều người và trong đó thì Cyzicus đã bị giết bởi chính Jason. Vào ngày hôm sau, khi họ đến gần bờ và biết những gì họ đã làm, Argonauts đã khóc thương và cắt tóc. Khi đó, Jason đã chôn cất cho Cyzicus tử tế và trao lại vương quốc cho các con trai của mình.

### Mất đồng đội
Sau khi chôn cất, Argonauts đi thuyền đến Mysia nơi họ bỏ lại Heracles và Polyphemus. Hylas, con trai của Thiodamas, một tay sai của Heracles, đã được phái đi để múc nước và bị các nữ thần tàn phá vì vẻ đẹp của anh ta. Nhưng Polyphemus nghe thấy anh ta khóc, và rút thanh kiếm của mình ra đuổi theo với niềm tin rằng anh ta đang bị bọn cướp mang đi. Đến khi gặp Heracles, anh nói với anh ta; rằng trong khi hai người đang tìm kiếm Hylas, con tàu đã được đưa ra biển. Vì vậy, Polyphemus đã thành lập một thành phố Cius ở Mysia và trị vì làm vua nhưng Heracles trở lại Argos. Tuy nhiên, Herodorus nói rằng Heracles không đi thuyền vào thời điểm đó mà chỉ phục vụ như một nô lệ tại tòa án Omphale. Nhưng Pherecydes nói rằng anh ta bị bỏ lại tại Aphetae ở Tétaly, Argo đã tuyên bố với giọng nói của con người rằng cô không thể chịu được sức nặng của anh ta. Tuy nhiên, Demaratus đã ghi lại rằng Heracles đi thuyền đến Colchis; vì Dionysius thậm chí còn khẳng định rằng ông là thủ lĩnh của Argonauts.